# 幻燐的姬將軍2 ～引導靈魂的族譜～
《幻燐的姬将军2～引导灵魂的族谱～》（日語：幻燐の姫将軍2～導かれし魂の系譜～）是Eushully（エウシュリー）社于2003年12月19日发售的18禁战略角色扮演游戏，游戏运行于Windows平台。是《幻燐的姬将军》的续作。

## 系统
这个游戏通过玩家的选择，变化，当李维实行道德的行为会增加Law值，相反，侵略他国、以本能行事则会增加Chaos值。最后通过Law值和Chaos值的分布，产生不同的结局。
被征服国家的公主可以被招到都城作为侧室，通过菜单中的侧室命令，可以选择角色进行侍奉。达成和平的友方国家的角色会成为盟友，同样通过侧室命令，可以一同到各地视察（这个命令成为侧室的角色也可以）。选择侍奉命令会增加Chaos值。

## 剧情
继承了魔族血统的“半魔人”李维·马歇鲁，由于人类的暴力和勇者们的侵略，失去了双亲。距他复仇结束四年后。李维统治的梅因费鲁王国解除了周边国家的封锁，并开始逐步走向和平。但是，赴加鲁西亚进行和谈李维，由于被陷害，背负了杀害加鲁西亚宫廷魔术师提涅亚的罪名。然后幻燐战争开始了。

## 主题歌
導かれし魂の系譜
演唱 - 島宮えい子 / 作词 - 鳩月つみき / 作曲 - 森野いずみ

## 外部連結
- 官方网站 （页面存档备份，存于）（日語）